# Winthemia papuana
Winthemia papuana är en tvåvingeart som beskrevs av Louis-Paul Mesnil 1969. Winthemia papuana ingår i släktet Winthemia och familjen parasitflugor. Inga underarter finns listade i Catalogue of Life.